# Martin Garrix/Auszeichnungen für Musikverkäufe

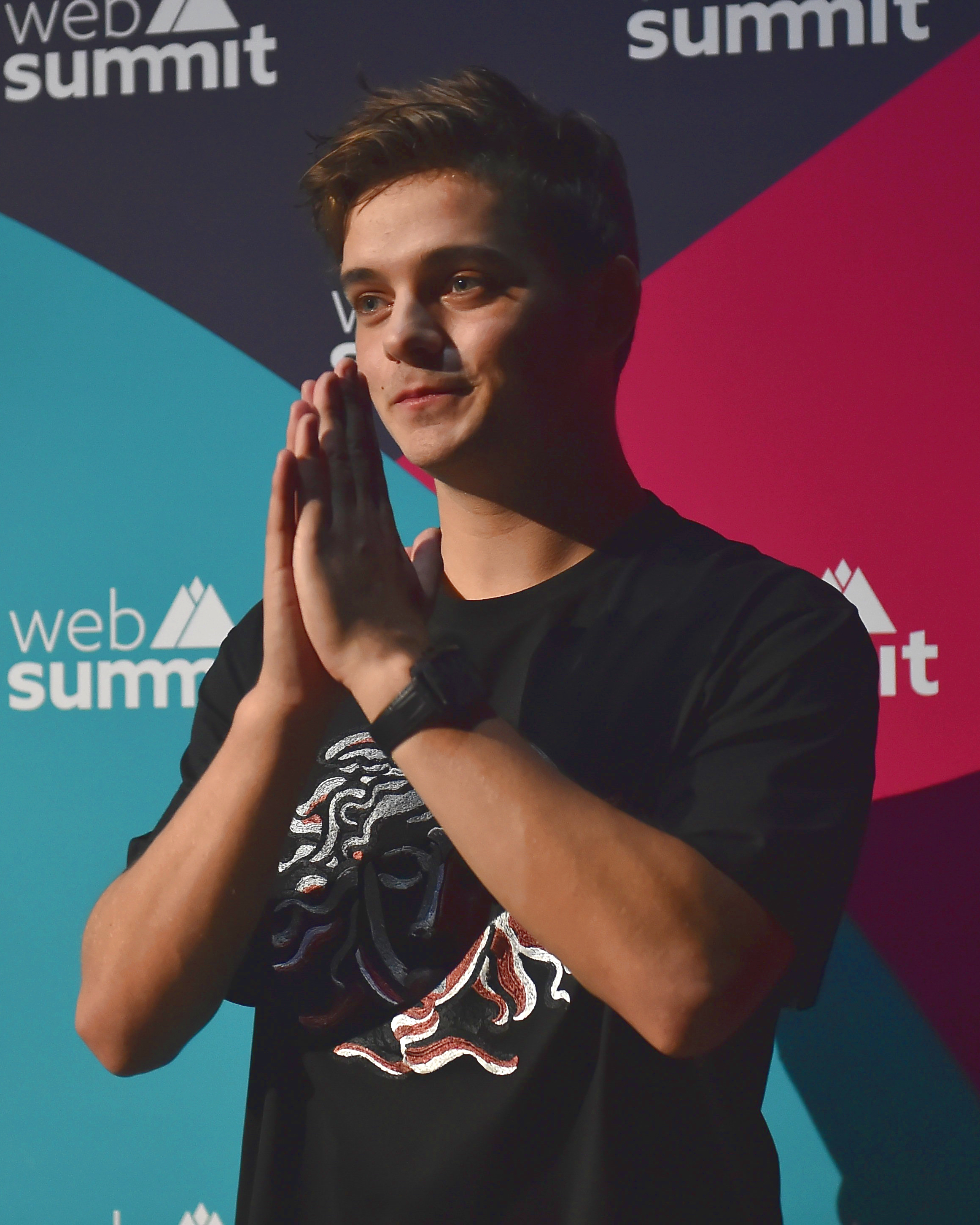
Martin Garrix (2017)

Dies ist eine Übersicht über die Auszeichnungen für Musikverkäufe des niederländischen DJs und Produzenten Martin Garrix. Die Auszeichnungen finden sich nach ihrer Art (Gold, Platin usw.), nach Staaten getrennt in chronologischer Reihenfolge, geordnet sowie nach den Tonträgern selbst, ebenfalls in chronologischer Reihenfolge, getrennt nach Medium (Alben, Singles usw.), wieder.

## Auszeichnungen
| - Vereinigtes Königreich - 2024: für die Single Wizard - 2025: für die Single High on Life - Australien - 2017: für die Single Don’t Look Down - 2018: für die Single So Far Away - 2019: für die Single Summer Days - 2020: für die Single Used To Love - Belgien - 2018: für die Single So Far Away - 2019: für die Single Summer Days - 2022: für die Single We Are the People - Brasilien - 2023: für die Single Don’t Look Down - 2023: für die Single Dreamer - 2023: für die Single Drown - 2023: für die Single Higher Ground - 2023: für die Single Home - 2023: für die Single Used To Love - 2023: für die Single We Are the People - 2024: für die Single Tremor (Sensation 2014 Anthem) - Dänemark - 2013: für die Single Animals - 2014: für das Streaming Wizard - 2018: für die Single There for You - 2021: für die Single Summer Days - Deutschland - 2017: für die Single There for You - 2019: für die Single Like I Do - 2023: für die Single Ocean - 2023: für die Single Summer Days - Frankreich - 2017: für die Single There for You - 2018: für die Single So Far Away - 2022: für die Single We Are the People - 2022: für die Single High on Life - 2024: für die Single Ocean - Italien - 2019: für die Single Ocean - 2019: für die Single High on Life - 2019: für die Single Summer Days - 2019: für die Single So Far Away - Japan - 2018: für die Autorenbeteiligung Waiting for Love (Avicii) - Kanada - 2016: für die Single Don’t Look Down - 2018: für die Single So Far Away - 2019: für die Single High on Life - Mexiko - 2020: für die Single Burn Out - 2020: für die Single In the Name of Love - 2020: für die Single Scared to Be Lonely - Neuseeland - 2016: für die Single Don’t Look Down - 2019: für die Single So Far Away - 2019: für die Single Like I Do - 2021: für die Single High on Life - 2024: für die Single Used To Love - 2024: für die Single Drown - Niederlande - 2016: für die Single In the Name of Love - Österreich - 2016: für die Autorenbeteiligung Waiting for Love (Avicii) - 2017: für die Single In the Name of Love - 2018: für die Single So Far Away - 2019: für die Single Like I Do - 2019: für die Single Summer Days - 2022: für die Single We Are the People - Polen - 2015: für die Single Don’t Look Down - 2020: für die Single No Sleep - 2022: für die Single So Far Away - 2022: für die Single There for You - Portugal - 2019: für die Single There for You - 2022: für die Single High on Life - 2022: für die Single Summer Days - Schweden - 2014: für die Single Wizard - 2017: für die Single There for You - Schweiz - 2017: für die Single There for You - 2017: für die Single Scared to Be Lonely - 2019: für die Single Summer Days - Spanien - 2013: für das Streaming Animals - 2024: für die Single Like I Do - 2024: für die Single So Far Away - 2024: für die Single Summer Days - 2024: für die Single There for You - Vereinigte Staaten - 2016: für die Autorenbeteiligung Waiting for Love (Avicii) - 2018: für die Single Don’t Look Down - 2020: für die Single So Far Away - 2023: für die Single Like I Do - Vereinigtes Königreich - 2019: für die Single Ocean - 2021: für die Single Don’t Look Down - 2021: für die Single Summer Days - 2021: für die Single Like I Do - 2024: für die Single There for You | - Australien - 2013: für die Single Animals - Belgien - 2016: für die Autorenbeteiligung Waiting for Love (Avicii) - 2016: für die Single In the Name of Love - 2017: für die Single Scared to Be Lonely - 2017: für die Single There for You - Brasilien - 2023: für die Single Burn Out - 2023: für die Single No Sleep - 2023: für die Single Pressure - 2023: für die Single So Far Away - 2023: für die Single Waiting for Tomorrow - 2024: für die Single Animals - Chile - 2017: für die Single Scared to Be Lonely - Dänemark - 2020: für die Single Ocean - 2023: für die Single Like I Do - Deutschland - 2013: für die Single Animals - 2018: für die Autorenbeteiligung Waiting for Love (Avicii) - 2023: für die Single So Far Away - Finnland - 2015: für die Single Waiting for Love - Frankreich - 2021: für die Single Like I Do - Italien - 2017: für die Single There for You - 2018: für die Single Don’t Look Down - 2019: für die Single Like I Do - 2021: für die Single We Are the People - Kanada - 2016: für die Autorenbeteiligung Waiting for Love (Avicii) - 2018: für die Single There for You - 2018: für die Single Ocean - 2019: für die Single Like I Do - Mexiko - 2021: für die Single Ocean - 2023: für die Single High on Life - Neuseeland - 2015: für die Single Animals - 2017: für die Single There for You - 2022: für die Single Summer Days - Norwegen - 2018: für die Single Like I Do - Polen - 2019: für die Single Like I Do - 2019: für die Single Ocean - 2020: für die Single Summer Days - 2020: für die Single High on Life - Portugal - 2020: für die Autorenbeteiligung Waiting for Love (Avicii) - 2022: für die Single Ocean - Schweden - 2013: für die Single Animals - Schweiz - 2017: für die Single In the Name of Love - 2018: für die Single Ocean - Singapur - 2019: für die EP Bylaw - Spanien - 2024: für die Single High on Life - 2024: für die Single Animals - Vereinigte Staaten - 2019: für die Single Ocean - 2020: für die Single There for You - 2021: für die Single Summer Days - Vereinigtes Königreich - 2016: für die Single Animals - Deutschland - 2023: für die Single In the Name of Love - 2023: für die Single Scared to Be Lonely - Mexiko - 2019: für die Single So Far Away - 2019: für die Single There for You | - Australien - 2018: für die Single There for You - Belgien - 2013: für die Single Animals - Brasilien - 2023: für die Single There for You - 2023: für die Single High on Life - Dänemark - 2014: für das Streaming Animals - 2021: für die Autorenbeteiligung Waiting for Love (Avicii) - 2023: für die Single In the Name of Love - 2024: für die Single Scared to Be Lonely - Italien - 2013: für die Single Animals - 2018: für die Single Scared to Be Lonely - Kanada - 2013: für die Single Animals - 2018: für die Single Scared to Be Lonely - 2019: für die Single Summer Days - Neuseeland - 2021: für die Single Ocean - Norwegen - 2013: für die Single Animals - Portugal - 2022: für die Single Scared to Be Lonely - 2022: für die Single In the Name of Love - Spanien - 2017: für die Single In the Name of Love - 2023: für die Autorenbeteiligung Waiting for Love (Avicii) - 2024: für die Single Scared to Be Lonely - Vereinigte Staaten - 2015: für die Single Animals - 2020: für die Single Scared to Be Lonely - Vereinigtes Königreich - 2021: für die Single Scared to Be Lonely - 2023: für die Autorenbeteiligung Waiting for Love (Avicii) - 2023: für die Single In the Name of Love - Australien - 2018: für die Single Scared to Be Lonely - 2019: für die Single Ocean - Brasilien - 2021: für die Single Ocean - 2023: für die Single Summer Days - Kanada - 2017: für die Single In the Name of Love - Mexiko - 2025: für die Single Summer Days - Neuseeland - 2022: für die Single In the Name of Love - 2025: für die Autorenbeteiligung Waiting for Love (Avicii) - Niederlande - 2017: für die Single Scared to Be Lonely - Norwegen - 2020: für die Single In the Name of Love - Polen - 2020: für die Single Scared to Be Lonely - Vereinigte Staaten - 2020: für die Single In the Name of Love - Australien - 2018: für die Single In the Name of Love - 2021: für die Autorenbeteiligung Waiting for Love (Avicii) - Italien - 2018: für die Autorenbeteiligung Waiting for Love (Avicii) - 2019: für die Single In the Name of Love - Neuseeland - 2024: für die Single Scared to Be Lonely - Norwegen - 2020: für die Single Scared to Be Lonely - Polen - 2017: für die Single Scared to Be Lonely - 2021: für die Autorenbeteiligung Waiting for Love (Avicii) - Schweden - 2017: für die Single Scared to Be Lonely - 2017: für die Single In the Name of Love - Schweden - 2016: für die Autorenbeteiligung Waiting for Love (Avicii) - Brasilien - 2023: für die Single Scared to Be Lonely - Frankreich - 2018: für die Single In the Name of Love - 2022: für die Single Scared to Be Lonely - 2023: für die Single Summer Days - Mexiko - 2020: für die Single In the Name of Love - 2020: für die Single Scared to Be Lonely - Brasilien - 2023: für die Autorenbeteiligung Waiting for Love (Avicii) - Brasilien - 2023: für die Single In the Name of Love |

## Auszeichnungen nach EPs

### Bylaw
| Land/Region     | Auszeichnungen für Musikverkäufe (Land/Region, Auszeichnung, Verkäufe) | Verkäufe |
| --------------- | ---------------------------------------------------------------------- | -------- |
| Singapur (RIAS) | Platin                                                                 | 10.000   |
| Insgesamt       | 1× Platin ·                                                            | 10.000   |

## Auszeichnungen nach Singles

### Animals
| Land/Region                  | Auszeichnungen für Musikverkäufe (Land/Region, Auszeichnung, Verkäufe) | Verkäufe  |
| ---------------------------- | ---------------------------------------------------------------------- | --------- |
| Australien (ARIA)            | Platin                                                                 | 70.000    |
| Belgien (BRMA)               | 2× Platin                                                              | 60.000    |
| Brasilien (PMB)              | Platin                                                                 | 60.000    |
| Dänemark (IFPI)              | Gold                                                                   | 15.000    |
| Deutschland (BVMI)           | Platin                                                                 | 300.000   |
| Frankreich (SNEP)            | —                                                                      | 137.000   |
| Italien (FIMI)               | 2× Platin                                                              | 60.000    |
| Kanada (MC)                  | 2× Platin                                                              | 160.000   |
| Neuseeland (RMNZ)            | Platin                                                                 | 15.000    |
| Norwegen (IFPI)              | 2× Platin                                                              | 20.000    |
| Schweden (IFPI)              | Platin                                                                 | 40.000    |
| Spanien (Promusicae)         | Platin                                                                 | 60.000    |
| Vereinigte Staaten (RIAA)    | 2× Platin                                                              | 2.000.000 |
| Vereinigtes Königreich (BPI) | Platin                                                                 | 600.000   |
| Insgesamt                    | 1× Gold · 17× Platin ·                                                 | 3.597.000 |

### Wizard
| Land/Region                  | Auszeichnungen für Musikverkäufe (Land/Region, Auszeichnung, Verkäufe) | Verkäufe |
| ---------------------------- | ---------------------------------------------------------------------- | -------- |
| Schweden (IFPI)              | Gold                                                                   | 20.000   |
| Vereinigtes Königreich (BPI) | Silber                                                                 | 200.000  |
| Insgesamt                    | 1× Silber · 1× Gold ·                                                  | 220.000  |

### Tremor (Sensation 2014 Anthem)
| Land/Region     | Auszeichnungen für Musikverkäufe (Land/Region, Auszeichnung, Verkäufe) | Verkäufe |
| --------------- | ---------------------------------------------------------------------- | -------- |
| Brasilien (PMB) | Gold                                                                   | 30.000   |
| Insgesamt       | 1× Gold ·                                                              | 30.000   |

### Don’t Look Down
| Land/Region                  | Auszeichnungen für Musikverkäufe (Land/Region, Auszeichnung, Verkäufe) | Verkäufe  |
| ---------------------------- | ---------------------------------------------------------------------- | --------- |
| Australien (ARIA)            | Gold                                                                   | 35.000    |
| Brasilien (PMB)              | Gold                                                                   | 20.000    |
| Italien (FIMI)               | Platin                                                                 | 50.000    |
| Kanada (MC)                  | Gold                                                                   | 40.000    |
| Neuseeland (RMNZ)            | Gold                                                                   | 7.500     |
| Polen (ZPAV)                 | Gold                                                                   | 10.000    |
| Vereinigte Staaten (RIAA)    | Gold                                                                   | 500.000   |
| Vereinigtes Königreich (BPI) | Gold                                                                   | 400.000   |
| Insgesamt                    | 7× Gold · 1× Platin ·                                                  | 1.062.500 |

### In the Name of Love
| Land/Region                  | Auszeichnungen für Musikverkäufe (Land/Region, Auszeichnung, Verkäufe) | Verkäufe  |
| ---------------------------- | ---------------------------------------------------------------------- | --------- |
| Australien (ARIA)            | 4× Platin                                                              | 280.000   |
| Belgien (BRMA)               | Platin                                                                 | 30.000    |
| Brasilien (PMB)              | 3× Diamant                                                             | 480.000   |
| Dänemark (IFPI)              | 2× Platin                                                              | 180.000   |
| Deutschland (BVMI)           | 3× Gold                                                                | 600.000   |
| Frankreich (SNEP)            | Diamant                                                                | 233.333   |
| Italien (FIMI)               | 4× Platin                                                              | 200.000   |
| Kanada (MC)                  | 3× Platin                                                              | 240.000   |
| Mexiko (AMPROFON)            | Diamant · + Gold                                                       | 330.000   |
| Neuseeland (RMNZ)            | 3× Platin                                                              | 90.000    |
| Niederlande (NVPI)           | Gold                                                                   | 20.000    |
| Norwegen (IFPI)              | 3× Platin                                                              | 180.000   |
| Österreich (IFPI)            | Gold                                                                   | 15.000    |
| Portugal (AFP)               | 2× Platin                                                              | 20.000    |
| Schweden (IFPI)              | 4× Platin                                                              | 160.000   |
| Schweiz (IFPI)               | Platin                                                                 | 30.000    |
| Spanien (Promusicae)         | 2× Platin                                                              | 80.000    |
| Vereinigte Staaten (RIAA)    | 3× Platin                                                              | 3.000.000 |
| Vereinigtes Königreich (BPI) | 2× Platin                                                              | 1.200.000 |
| Insgesamt                    | 4× Gold · 35× Platin · 5× Diamant ·                                    | 7.368.333 |

### Scared to Be Lonely
| Land/Region                  | Auszeichnungen für Musikverkäufe (Land/Region, Auszeichnung, Verkäufe) | Verkäufe  |
| ---------------------------- | ---------------------------------------------------------------------- | --------- |
| Australien (ARIA)            | 3× Platin                                                              | 210.000   |
| Belgien (BRMA)               | Platin                                                                 | 30.000    |
| Brasilien (PMB)              | Diamant                                                                | 160.000   |
| Chile (IFPI)                 | Platin                                                                 | 80.000    |
| Dänemark (IFPI)              | 2× Platin                                                              | 180.000   |
| Deutschland (BVMI)           | 3× Gold                                                                | 600.000   |
| Frankreich (SNEP)            | Diamant                                                                | 333.333   |
| Italien (FIMI)               | 2× Platin                                                              | 100.000   |
| Kanada (MC)                  | 2× Platin                                                              | 160.000   |
| Mexiko (AMPROFON)            | Diamant · + Gold                                                       | 330.000   |
| Neuseeland (RMNZ)            | 4× Platin                                                              | 120.000   |
| Niederlande (NVPI)           | 3× Platin                                                              | 120.000   |
| Norwegen (IFPI)              | 4× Platin                                                              | 240.000   |
| Polen (ZPAV)                 | 3× Platin                                                              | 60.000    |
| Portugal (AFP)               | 2× Platin                                                              | 20.000    |
| Schweden (IFPI)              | 4× Platin                                                              | 160.000   |
| Schweiz (IFPI)               | Gold                                                                   | 10.000    |
| Spanien (Promusicae)         | 2× Platin                                                              | 120.000   |
| Vereinigte Staaten (RIAA)    | 2× Platin                                                              | 2.000.000 |
| Vereinigtes Königreich (BPI) | 2× Platin                                                              | 1.200.000 |
| Insgesamt                    | 3× Gold · 38× Platin · 3× Diamant ·                                    | 6.073.333 |

### There for You
| Land/Region                  | Auszeichnungen für Musikverkäufe (Land/Region, Auszeichnung, Verkäufe) | Verkäufe  |
| ---------------------------- | ---------------------------------------------------------------------- | --------- |
| Australien (ARIA)            | 2× Platin                                                              | 140.000   |
| Belgien (BRMA)               | Platin                                                                 | 30.000    |
| Brasilien (PMB)              | 2× Platin                                                              | 80.000    |
| Dänemark (IFPI)              | Gold                                                                   | 45.000    |
| Deutschland (BVMI)           | Gold                                                                   | 200.000   |
| Frankreich (SNEP)            | Gold                                                                   | 66.666    |
| Italien (FIMI)               | Platin                                                                 | 50.000    |
| Kanada (MC)                  | Platin                                                                 | 80.000    |
| Mexiko (AMPROFON)            | 3× Gold                                                                | 90.000    |
| Neuseeland (RMNZ)            | Platin                                                                 | 30.000    |
| Polen (ZPAV)                 | Gold                                                                   | 25.000    |
| Portugal (AFP)               | Gold                                                                   | 5.000     |
| Schweden (IFPI)              | Gold                                                                   | 20.000    |
| Schweiz (IFPI)               | Gold                                                                   | 10.000    |
| Spanien (Promusicae)         | Gold                                                                   | 30.000    |
| Vereinigte Staaten (RIAA)    | Platin                                                                 | 1.000.000 |
| Vereinigtes Königreich (BPI) | Gold                                                                   | 400.000   |
| Insgesamt                    | 10× Gold · 10× Platin ·                                                | 2.301.666 |

### So Far Away
| Land/Region               | Auszeichnungen für Musikverkäufe (Land/Region, Auszeichnung, Verkäufe) | Verkäufe  |
| ------------------------- | ---------------------------------------------------------------------- | --------- |
| Australien (ARIA)         | Gold                                                                   | 35.000    |
| Belgien (BRMA)            | Gold                                                                   | 15.000    |
| Brasilien (PMB)           | Platin                                                                 | 40.000    |
| Deutschland (BVMI)        | Platin                                                                 | 400.000   |
| Frankreich (SNEP)         | Gold                                                                   | 100.000   |
| Italien (FIMI)            | Gold                                                                   | 25.000    |
| Kanada (MC)               | Gold                                                                   | 40.000    |
| Mexiko (AMPROFON)         | 3× Gold                                                                | 90.000    |
| Neuseeland (RMNZ)         | Gold                                                                   | 15.000    |
| Österreich (IFPI)         | Gold                                                                   | 15.000    |
| Polen (ZPAV)              | Gold                                                                   | 25.000    |
| Spanien (Promusicae)      | Gold                                                                   | 30.000    |
| Vereinigte Staaten (RIAA) | Gold                                                                   | 500.000   |
| Insgesamt                 | 11× Gold · 3× Platin ·                                                 | 1.130.000 |

### Like I Do
| Land/Region                  | Auszeichnungen für Musikverkäufe (Land/Region, Auszeichnung, Verkäufe) | Verkäufe  |
| ---------------------------- | ---------------------------------------------------------------------- | --------- |
| Dänemark (IFPI)              | Platin                                                                 | 90.000    |
| Deutschland (BVMI)           | Gold                                                                   | 200.000   |
| Frankreich (SNEP)            | Platin                                                                 | 200.000   |
| Italien (FIMI)               | Platin                                                                 | 50.000    |
| Kanada (MC)                  | Platin                                                                 | 80.000    |
| Neuseeland (RMNZ)            | Gold                                                                   | 15.000    |
| Norwegen (IFPI)              | Platin                                                                 | 60.000    |
| Österreich (IFPI)            | Gold                                                                   | 15.000    |
| Polen (ZPAV)                 | Platin                                                                 | 20.000    |
| Spanien (Promusicae)         | Gold                                                                   | 30.000    |
| Vereinigte Staaten (RIAA)    | Gold                                                                   | 500.000   |
| Vereinigtes Königreich (BPI) | Gold                                                                   | 400.000   |
| Insgesamt                    | 6× Gold · 6× Platin ·                                                  | 1.660.000 |

### Ocean
| Land/Region                  | Auszeichnungen für Musikverkäufe (Land/Region, Auszeichnung, Verkäufe) | Verkäufe  |
| ---------------------------- | ---------------------------------------------------------------------- | --------- |
| Australien (ARIA)            | 3× Platin                                                              | 210.000   |
| Brasilien (PMB)              | 3× Platin                                                              | 120.000   |
| Dänemark (IFPI)              | Platin                                                                 | 90.000    |
| Deutschland (BVMI)           | Gold                                                                   | 200.000   |
| Frankreich (SNEP)            | Gold                                                                   | 100.000   |
| Italien (FIMI)               | Gold                                                                   | 25.000    |
| Kanada (MC)                  | Platin                                                                 | 80.000    |
| Mexiko (AMPROFON)            | Platin                                                                 | 60.000    |
| Neuseeland (RMNZ)            | 2× Platin                                                              | 60.000    |
| Polen (ZPAV)                 | Platin                                                                 | 20.000    |
| Portugal (AFP)               | Platin                                                                 | 10.000    |
| Schweiz (IFPI)               | Platin                                                                 | 20.000    |
| Vereinigte Staaten (RIAA)    | Platin                                                                 | 1.000.000 |
| Vereinigtes Königreich (BPI) | Gold                                                                   | 400.000   |
| Insgesamt                    | 4× Gold · 15× Platin ·                                                 | 2.395.000 |

### High on Life
| Land/Region                  | Auszeichnungen für Musikverkäufe (Land/Region, Auszeichnung, Verkäufe) | Verkäufe |
| ---------------------------- | ---------------------------------------------------------------------- | -------- |
| Brasilien (PMB)              | 2× Platin                                                              | 80.000   |
| Frankreich (SNEP)            | Gold                                                                   | 100.000  |
| Italien (FIMI)               | Gold                                                                   | 25.000   |
| Kanada (MC)                  | Gold                                                                   | 40.000   |
| Mexiko (AMPROFON)            | Platin                                                                 | 60.000   |
| Neuseeland (RMNZ)            | Gold                                                                   | 15.000   |
| Polen (ZPAV)                 | Platin                                                                 | 20.000   |
| Portugal (AFP)               | Gold                                                                   | 5.000    |
| Spanien (Promusicae)         | Platin                                                                 | 60.000   |
| Vereinigtes Königreich (BPI) | Gold                                                                   | 200.000  |
| Insgesamt                    | 1× Silber · 5× Gold · 5× Platin ·                                      | 605.000  |

### Burn Out
| Land/Region       | Auszeichnungen für Musikverkäufe (Land/Region, Auszeichnung, Verkäufe) | Verkäufe |
| ----------------- | ---------------------------------------------------------------------- | -------- |
| Brasilien (PMB)   | Platin                                                                 | 40.000   |
| Mexiko (AMPROFON) | Gold                                                                   | 30.000   |
| Insgesamt         | 1× Gold · 1× Platin ·                                                  | 70.000   |

### Waiting for Tomorrow
| Land/Region     | Auszeichnungen für Musikverkäufe (Land/Region, Auszeichnung, Verkäufe) | Verkäufe |
| --------------- | ---------------------------------------------------------------------- | -------- |
| Brasilien (PMB) | Platin                                                                 | 40.000   |
| Insgesamt       | 1× Platin ·                                                            | 40.000   |

### Dreamer
| Land/Region     | Auszeichnungen für Musikverkäufe (Land/Region, Auszeichnung, Verkäufe) | Verkäufe |
| --------------- | ---------------------------------------------------------------------- | -------- |
| Brasilien (PMB) | Gold                                                                   | 20.000   |
| Insgesamt       | 1× Gold ·                                                              | 20.000   |

### No Sleep
| Land/Region     | Auszeichnungen für Musikverkäufe (Land/Region, Auszeichnung, Verkäufe) | Verkäufe |
| --------------- | ---------------------------------------------------------------------- | -------- |
| Brasilien (PMB) | Platin                                                                 | 40.000   |
| Polen (ZPAV)    | Gold                                                                   | 10.000   |
| Insgesamt       | 1× Gold · 1× Platin ·                                                  | 50.000   |

### Summer Days
| Land/Region                  | Auszeichnungen für Musikverkäufe (Land/Region, Auszeichnung, Verkäufe) | Verkäufe  |
| ---------------------------- | ---------------------------------------------------------------------- | --------- |
| Australien (ARIA)            | Gold                                                                   | 35.000    |
| Belgien (BRMA)               | Gold                                                                   | 20.000    |
| Brasilien (PMB)              | 3× Platin                                                              | 120.000   |
| Dänemark (IFPI)              | Gold                                                                   | 45.000    |
| Deutschland (BVMI)           | Gold                                                                   | 200.000   |
| Frankreich (SNEP)            | Diamant                                                                | 333.333   |
| Italien (FIMI)               | Gold                                                                   | 25.000    |
| Kanada (MC)                  | 2× Platin                                                              | 160.000   |
| Mexiko (AMPROFON)            | 3× Platin                                                              | 180.000   |
| Neuseeland (RMNZ)            | Platin                                                                 | 30.000    |
| Österreich (IFPI)            | Gold                                                                   | 15.000    |
| Polen (ZPAV)                 | Platin                                                                 | 20.000    |
| Portugal (AFP)               | Gold                                                                   | 5.000     |
| Schweiz (IFPI)               | Gold                                                                   | 10.000    |
| Spanien (Promusicae)         | Gold                                                                   | 30.000    |
| Vereinigte Staaten (RIAA)    | Platin                                                                 | 1.000.000 |
| Vereinigtes Königreich (BPI) | Gold                                                                   | 400.000   |
| Insgesamt                    | 10× Gold · 11× Platin · 1× Diamant ·                                   | 2.628.333 |

### Home
| Land/Region     | Auszeichnungen für Musikverkäufe (Land/Region, Auszeichnung, Verkäufe) | Verkäufe |
| --------------- | ---------------------------------------------------------------------- | -------- |
| Brasilien (PMB) | Gold                                                                   | 20.000   |
| Insgesamt       | 1× Gold ·                                                              | 20.000   |

### Used To Love
| Land/Region       | Auszeichnungen für Musikverkäufe (Land/Region, Auszeichnung, Verkäufe) | Verkäufe |
| ----------------- | ---------------------------------------------------------------------- | -------- |
| Australien (ARIA) | Gold                                                                   | 35.000   |
| Brasilien (PMB)   | Gold                                                                   | 20.000   |
| Neuseeland (RMNZ) | Gold                                                                   | 15.000   |
| Insgesamt         | 3× Gold ·                                                              | 70.000   |

### Drown
| Land/Region       | Auszeichnungen für Musikverkäufe (Land/Region, Auszeichnung, Verkäufe) | Verkäufe |
| ----------------- | ---------------------------------------------------------------------- | -------- |
| Brasilien (PMB)   | Gold                                                                   | 20.000   |
| Neuseeland (RMNZ) | Gold                                                                   | 15.000   |
| Insgesamt         | 2× Gold ·                                                              | 35.000   |

### Higher Ground
| Land/Region     | Auszeichnungen für Musikverkäufe (Land/Region, Auszeichnung, Verkäufe) | Verkäufe |
| --------------- | ---------------------------------------------------------------------- | -------- |
| Brasilien (PMB) | Gold                                                                   | 20.000   |
| Insgesamt       | 1× Gold ·                                                              | 20.000   |

### Pressure
| Land/Region     | Auszeichnungen für Musikverkäufe (Land/Region, Auszeichnung, Verkäufe) | Verkäufe |
| --------------- | ---------------------------------------------------------------------- | -------- |
| Brasilien (PMB) | Platin                                                                 | 40.000   |
| Insgesamt       | 1× Platin ·                                                            | 40.000   |

### We Are the People
| Land/Region       | Auszeichnungen für Musikverkäufe (Land/Region, Auszeichnung, Verkäufe) | Verkäufe |
| ----------------- | ---------------------------------------------------------------------- | -------- |
| Belgien (BRMA)    | Gold                                                                   | 20.000   |
| Brasilien (PMB)   | Gold                                                                   | 20.000   |
| Frankreich (SNEP) | Gold                                                                   | 100.000  |
| Italien (FIMI)    | Platin                                                                 | 70.000   |
| Österreich (IFPI) | Gold                                                                   | 15.000   |
| Insgesamt         | 4× Gold · 1× Platin ·                                                  | 225.000  |

## Auszeichnungen nach Autorenbeteiligungen

### Waiting for Love (Avicii)
| Land/Region                  | Auszeichnungen für Musikverkäufe (Land/Region, Auszeichnung, Verkäufe) | Verkäufe  |
| ---------------------------- | ---------------------------------------------------------------------- | --------- |
| Australien (ARIA)            | 4× Platin                                                              | 280.000   |
| Belgien (BRMA)               | Platin                                                                 | 30.000    |
| Brasilien (PMB)              | 2× Diamant                                                             | 500.000   |
| Dänemark (IFPI)              | 2× Platin                                                              | 180.000   |
| Deutschland (BVMI)           | Platin                                                                 | 400.000   |
| Finnland (IFPI)              | Platin                                                                 | 40.000    |
| Frankreich (SNEP)            | —                                                                      | 23.300    |
| Italien (FIMI)               | 4× Platin                                                              | 200.000   |
| Japan (RIAJ)                 | Gold                                                                   | 100.000   |
| Kanada (MC)                  | Platin                                                                 | 80.000    |
| Neuseeland (RMNZ)            | 3× Platin                                                              | 90.000    |
| Österreich (IFPI)            | Gold                                                                   | 15.000    |
| Polen (ZPAV)                 | 4× Platin                                                              | 200.000   |
| Portugal (AFP)               | Platin                                                                 | 10.000    |
| Schweden (IFPI)              | 7× Platin                                                              | 280.000   |
| Spanien (Promusicae)         | 2× Platin                                                              | 80.000    |
| Vereinigte Staaten (RIAA)    | Gold                                                                   | 500.000   |
| Vereinigtes Königreich (BPI) | 2× Platin                                                              | 1.200.000 |
| Insgesamt                    | 3× Gold · 33× Platin · 2× Diamant ·                                    | 4.208.300 |

## Auszeichnungen nach Musikstreamings

### Animals
| Land/Region          | Auszeichnungen für Musikverkäufe (Land/Region, Auszeichnung, Verkäufe) | Verkäufe  |
| -------------------- | ---------------------------------------------------------------------- | --------- |
| Dänemark (IFPI)      | 2× Platin                                                              | 5.200.000 |
| Spanien (Promusicae) | Gold                                                                   | 4.000.000 |
| Insgesamt            | 1× Gold · 2× Platin ·                                                  | 9.200.000 |

### Wizard
| Land/Region     | Auszeichnungen für Musikverkäufe (Land/Region, Auszeichnung, Verkäufe) | Verkäufe  |
| --------------- | ---------------------------------------------------------------------- | --------- |
| Dänemark (IFPI) | Gold                                                                   | 1.300.000 |
| Insgesamt       | 1× Gold ·                                                              | 1.300.000 |

## Statistik und Quellen
| Land/RegionAuszeichnungen für Musikverkäufe (Land/Region, Auszeichnungen, Verkäufe, Quellen) | Silber     | Gold       | Platin         | Diamant       | Verkäufe   | Quellen                 |
| -------------------------------------------------------------------------------------------- | ---------- | ---------- | -------------- | ------------- | ---------- | ----------------------- |
| Australien (ARIA)                                                                            | —          | 4× Gold4   | 17× Platin17   | —             | 1.330.000  | aria.com.au             |
| Belgien (BRMA)                                                                               | —          | 3× Gold3   | 6× Platin6     | —             | 235.000    | ultratop.be             |
| Brasilien (PMB)                                                                              | —          | 8× Gold8   | 16× Platin16   | 6× Diamant6   | 1.930.000  | pro-musicabr.org.br     |
| Chile (IFPI)                                                                                 | —          | —          | Platin1        | —             | 80.000     | Einzelnachweise         |
| Dänemark (IFPI)                                                                              | —          | 4× Gold4   | 10× Platin10   | —             | 825.000    | ifpi.dk                 |
| Deutschland (BVMI)                                                                           | —          | 6× Gold6   | 5× Platin5     | —             | 3.100.000  | musikindustrie.de       |
| Finnland (IFPI)                                                                              | —          | —          | Platin1        | —             | 40.000     | Einzelnachweise         |
| Frankreich (SNEP)                                                                            | —          | 5× Gold5   | Platin1        | 3× Diamant3   | 1.660.298  | snepmusique.com         |
| Italien (FIMI)                                                                               | —          | 4× Gold4   | 16× Platin16   | —             | 880.000    | fimi.it                 |
| Kanada (MC)                                                                                  | —          | 3× Gold3   | 13× Platin13   | —             | 1.160.000  | musiccanada.com         |
| Mexiko (AMPROFON)                                                                            | —          | 5× Gold5   | 7× Platin7     | 2× Diamant2   | 1.170.000  | amprofon.com.mx         |
| Neuseeland (RMNZ)                                                                            | —          | 6× Gold6   | 15× Platin15   | —             | 507.500    | radioscope.co.nz        |
| Niederlande (NVPI)                                                                           | —          | Gold1      | 3× Platin3     | —             | 140.000    | nvpi.nl                 |
| Norwegen (IFPI)                                                                              | —          | —          | 10× Platin10   | —             | 500.000    | ifpi.no                 |
| Österreich (IFPI)                                                                            | —          | 6× Gold6   | —              | —             | 90.000     | ifpi.at                 |
| Polen (ZPAV)                                                                                 | —          | 4× Gold4   | 15× Platin15   | —             | 490.000    | olis.pl                 |
| Portugal (AFP)                                                                               | —          | 3× Gold3   | 6× Platin6     | —             | 75.000     | Einzelnachweise         |
| Schweden (IFPI)                                                                              | —          | 2× Gold2   | 16× Platin16   | —             | 680.000    | sverigetopplistan.se    |
| Schweiz (IFPI)                                                                               | —          | 3× Gold3   | 2× Platin2     | —             | 80.000     | hitparade.ch            |
| Singapur (RIAS)                                                                              | —          | —          | Platin1        | —             | 10.000     | rias.org.sg             |
| Spanien (Promusicae)                                                                         | —          | 5× Gold5   | 8× Platin8     | —             | 520.000    | elportaldemusica.es ES2 |
| Vereinigte Staaten (RIAA)                                                                    | —          | 4× Gold4   | 10× Platin10   | —             | 12.000.000 | riaa.com                |
| Vereinigtes Königreich (BPI)                                                                 | 2× Silber2 | 5× Gold5   | 7× Platin7     | —             | 6.600.000  | bpi.co.uk               |
| Insgesamt                                                                                    | 2× Silber2 | 81× Gold81 | 186× Platin186 | 11× Diamant11 |            |                         |